# Союзные слова и словосочетания
Союзные слова и словосочетания (союзные скрепы, коннекторы) — в союзном сложном предложении, синтаксическое средство выражения отношения между входящими в него простыми предложениями. Например, скрепой является «коль скоро»: « До обеда кое-как ещё дотягивал я время, толкуя со старостой, разъезжая по работам или обходя новые заведения; но коль скоро начинало смеркаться, я совершенно не знал куда деваться.» (А. С. Пушкин, «Выстрел»).
Понятие «скрепы» обычно объединяет как собственно союзы, так и союзные слова, частицы-союзы, союзные аналоги, союзные сочетания, союзные сцепления. Используются также термины «функтивы», «релятивы», «показатели связи», но они обычно имеют более широкое значение как языковые средства, определяющие связь предложений (не обязательно слова и словосочетания). Границы между терминами чётко не определены, что заставило М. И. Черемисину и Т. А. Колосову охарактеризовать ситуацию так: «Перед нами не термины, а пока ещё „терминоиды“».
Одно и то же словосочетание может играть разные роли (являться «омокомплексом»). Пример с «как будто»:
- Союзная скрепа: Мы говорили долго, как будто век были знакомы.
- Частица: Она как будто немного повеселела.

Союзные слова похожи на союзы, но, кроме исполнения соединительной функции, являются членами предложения. При этом одно и то же слово может быть как союзом, так и союзным словом: «Наполеон видел, что (союз) это было не то, совсем не то, что (союзное слово) было во всех его прежних сражениях» (Л. Н. Толстой, «Война и мир»). В силу их грамматической роли союзные слова могут быть подвержены словоизменению: «Ей подарили кошку, которая ей была нужна / которой у неё не было / о которой она мечтала».
Аналоги союзов — слова с квалифицирующей семантикой, которые одновременно выполняют роль союзов: «вернее», «впрочем», «зато».
Союзные сочетания — словосочетания, играющие роль союзов, но официально составными союзами не признанные. Зачастую союзное сочетание является «заместителем» составного союза. Например, союзам «с тех пор как» и «после того как» сопутствуют сочетания «с той поры, как», «с той поры, когда», «с тех пор, когда», «после того, когда», «с того дня, как (когда)», «с того времени (с тех времен), когда».